# Derechos de las mujeres en los acuerdos de paz de Colombia
Los derechos de las mujeres y el enfoque de género del Acuerdo Final para la Terminación del Conflicto y la Construcción de una Paz Estable y Duradera alcanzado por el Gobierno Colombiano y las Fuerzas Armadas Revolucionarias de Colombia - Ejército del Pueblo (FARC-EP) y firmado el 24 de noviembre de 2016, incorporó mecanismos sin precedentes a nivel global en la aplicación de los estándares internacionales relacionados con la igualdad de género en la consolidación de la paz.
El Acuerdo Final reconoce el papel que desempeñan las mujeres en la prevención y solución de los conflictos y en la consolidación de una paz estable y duradera, y que su liderazgo y participación en pie de igualdad son necesarios y esenciales. Por otro lado también admite que la guerra golpea a las mujeres y niñas de manera diferente y reconoce por lo tanto, que es necesario el establecimiento de medidas concretas para afrontar esta situación.
Establece el enfoque de género como un principio orientador para su implementación y contempla cerca de 130 medidas afirmativas para promover la igualdad de derechos entre hombres y mujeres. Establece la participación activa de las mujeres y sus organizaciones en la construcción de la paz en Colombia y reconoce la victimización de las mujeres por causa del conflicto. También contempla acciones diferenciadas para que las mujeres puedan acceder en igualdad de condiciones a los planes y programas contenidos en el Acuerdo.

## Subcomisión de Género
En las negociaciones de paz de La Habana se estableció por primera vez se estableció en un proceso de paz una Subcomisión de Género, un mecanismo que incorporó transversalmente cuestiones de igualdad entre hombres y mujeres en todos los puntos de la agenda, a través de medidas específicas para mejorar la vida de las mujeres en el tránsito hacia la paz. La Subcomisión se creó en 2014 con cinco integrantes de cada delegación. Por parte del Gobierno Nacional estuvo liderada por María Paulina Riveros y por parte de las FARC-EP por Victoria Sandino Palmera. En las aportaciones a la Subcomisión de Género participaron 18 organizaciones de mujeres y LGBTI, 10 exguerrilleras de Sudáfrica, Irlanda del Norte, Guatemala, El Salvador, Indonesia, Uruguay y Colombia y 10 expertas nacionales en violencia sexual.

## Ejes temáticos del enfoque de género en el Acuerdo
El Acuerdo de Paz establece los siguientes ejes:
- Acceso y formalización de la propiedad rural en igualdad de condiciones con los hombres.
- Garantía de los derechos económicos, sociales y culturales de las mujeres y personas con orientación sexual e identidad de género diversa del sector rural.
- Promoción de la participación de las mujeres en espacios de representación y toma de decisiones y resolución de conflictos y participación equilibrada de las mujeres en las instancias de decisión creadas en los acuerdos.
- Medidas de prevención y protección que atiendan los riesgos específicos de las mujeres.
- Acceso a la verdad, a la justicia, a la reparación y a las garantías de no repetición, evidenciando las formas diferenciales en que el conflicto afectó a las mujeres.
- Reconocimiento público, no estigmatización y difusión de la labor realizada por mujeres como sujetas políticas.
- Gestión institucional para el fortalecimiento de las organizaciones de mujeres para su participación política y social.
- Sistemas de información desagregados.

## Oposición
La perspectiva de género del Acuerdo fue atacada por sectores religiosos y de extrema derecha. También se posicionaron en contra miembros del partido de Gobierno.  A pesar de que más de 100 líderes religiosos de diferentes credos manifestaron su apoyo al proceso de paz el resultado del referéndum sobre el proceso fue en contra del Acuerdo estimándose que el voto negativo de la iglesia evangélica pudo pesar considerablemente.

## Antecedentes
En el marco del conflicto armado en Colombia, las Violencias Basadas en Género (VBG) afectaron a mujeres y personas LGBTIQ+ de manera desproporcionada, impactando todos los aspectos de sus vidas, incluyendo roles comunitarios y familiares, participación social, política, económica y de liderazgo, saberes ancestrales, movilidad, proyectos de vida y salud.
De acuerdo con datos publicados por el Centro Nacional de Memoria Histórica las víctimas por violencia sexual en el conflicto ascienden a 15.076 víctimas, de las cuales más del 90% son mujeres. Asimismo, un 1% de las víctimas se reconoció como parte de la comunidad LGBTIQ+. El informe final de la Comisión de la Verdad reconoce que la violencia sexual no fue la única forma de violencia que sufrieron las mujeres. Sino que también se vieron fuertemente afectadas por otros mecanismos de violencia como lo es el desplazamiento forzado, representando un 50,1%, con más de 4 millones de víctimas. Situación agravada por la condición cultural que asigna a la mujer el rol del cuidado de familiares y enfermos, provocando una desventaja significativa ante una condición de desplazamiento. Además, también se reconoce la revictimización por parte del Estado al interponer denuncias, y la falta de acceso a la titulación de tierras, como formas de violencia sufridas por las mujeres.
En cuanto a las personas LGBTIQ+ sufrieron persecución que afectó profundamente sus construcciones identitarias de género y sexualidad, provocando angustia, temor, autolimitación, sentimientos de culpa, ideas o intentos de suicidio, depresiones y pérdida de motivación por la vida. Además, fueron revictimizadas por el Estado al interponer denuncias, sufriendo discriminación y violaciones de derechos humanos, lo que les llevó a abandonar sus proyectos políticos y ser expulsadas de la democracia.

### Papel de los actores armados y el patriarcado.
Los diferentes actores armados en Colombia se vieron involucrados en la guerra de diversas maneras, perpetrando violencias contra mujeres y personas LGBTIQ+. Los grupos paramilitares fueron responsables del mayor número de víctimas mujeres en el desplazamiento forzado y violencias sexuales a escala nacional, seguidos por la guerrilla de las FARC-EP y agentes estatales como el Ejército Nacional y la Policía Nacional. Estos grupos utilizaron la violencia sexual como un mecanismo efectivo de terror para desplazar, despojar y controlar territorios y comunidades en distintas partes del país. 
El patriarcado jugó un papel importante en la exacerbación de la violencia durante el conflicto en Colombia, resaltando un tipo de masculinidad violenta que exaltaban valores acordes con esa visión de la virilidad, manifestada en las violencias ejercidas contra las mujeres.
La Comisión de la Verdad en el tomo 7 del Informe final titulado “Mi cuerpo es la verdad” priorizó el concepto de patriarcado como una estructura de poder y dominación que ordena diversas relaciones sociales y produce discriminación contra mujeres y niñas, especialmente afrodescendientes, indígenas, palenqueras, raizales y campesinas, así como contra personas LGBTIQ+. El ejercicio del poder que promueve el patriarcado niega cualquier manifestación cultural, económica, política y social que vaya en contra de su cosmovisión, buscando eliminarla. Este ejercicio del poder se basa en el desprecio, control, silenciamiento, violencia y subvaloración de las mujeres, buscando perpetuamente subyugarlas.

### Papel de las Mujeres y personas LGBTIQ+ en la construcción de paz en Colombia.
Las mujeres víctimas del conflicto armado en Colombia han liderado la lucha por la dignidad de la vida, la verdad, la justicia y la reparación. La Comisión de la Verdad reconoce su resistencia y rechazo a la guerra, y ha formulado recomendaciones para fortalecer la capacidad del Estado en el logro de la igualdad de género, promover la participación de las mujeres en la construcción de paz, y garantizar la protección y seguridad de las mujeres en condiciones de vulnerabilidad.
Las personas LGBTIQ+ desempeñaron un papel crucial en la finalización del conflicto armado y la construcción de paz en Colombia. Su participación y movilización en los procesos de negociación, entre 1998 y la actualidad, han sido cruciales para mejorar la convivencia en el país. Además, la resistencia y la lucha de las personas LGBTIQ+ han sido fundamentales para desafiar las imposiciones de los actores armados y defender la vida en condiciones de dignidad.

## Seguimiento

### 2019
Según el informe "Hacia la paz sostenible por el camino de la igualdad de género" de ONU Mujeres, el Instituto Kroc, la Federación Democrática Internacional de Mujeres y el Gobierno de Suecia que analiza el periodo de septiembre de 2018 a agosto de 2019 sobre los derechos de las mujeres en los acuerdos de paz, el 42 % de los 130 compromisos con perspectiva de género del acuerdo de paz no han empezado a implementarse. El informe subraya que los compromisos con las mujeres "son insuficientes" y "tienen un mayor rezago". También señala que “más de la mitad debe completarse entre 2019 - 2026, lo cual confirma que muchos de ellos son acciones de largo plazo. No obstante, 28 de los compromisos que según el Plan Marco de Implementación deben completarse en 2019 no se han iniciado aún”.